# لغة أمازيغية بدائية
اللغة الأمازيغية البدائية هي لغة بدائية (بالإنجليزية: Proto-Berber أو Proto-Libyan) أعيد بناؤها من طرف علماء اللسانيات وهي التي تنبثق منها اللغات الأمازيغية الحديثة.اللغة الأمازيغية البدائية كانت لغة أفريقية آسيوية ، وبالتالي فإنها بنت عم اللغات المصرية واللغات الكوشية واللغات السامية واللغات التشادية واللغات الأوموتية.

## تاريخ
تظهر على الأمازيغية البدائية خاصيات تميزها عن كل الفروع اللغات الأفروأسيوية الأخرى، لكن اللغات الأمازيغية الحديثة متجانسة نسبيا. بينما الانفصال عن الفروع الأفروأسيوية الأخرى المعروفة قديم جدا: 10,000 ~ 9,000 سنة قبل الحاضر، وفق دراسات علم مقارنة اللغة والتاريخ(بالإنجليزية: علم مقارنة اللغة والتاريخ)، الأمازيغية البدائية قد تكون حديثة تعود ل 3,000 سنة قبل الحاضر فقط. دراسة Louali & Philippson 2003 اقترحت،  على أساس إعادة بناء معجم رعي الماشية مرحلتين:
- مرحلة اللغة الأمازيغية البدائية 1 (PB1) قبل 7,000 سنة تقريبا.
- مرحلة اللغة الأمازيغية البدائية 2 (PB2) السلف المباشر للغات الأمازيغية المعاصرة.[4]

في الألفية الثالثة قبل الميلاد، انتشر المتحدثون باللغة البدائية الأمازيغية من المغرب إلى مصر. التوسع الأخير حدث في الألفية الأولى قبل الميلاد عندما انتقل الطوارق - بعدما امتلكوا الإبل - إلى الصحراء الوسطى.
نظام أخر للتأريخ بني على دراسة الاختلافات التي تميز المراحل القديمة للغات السامية والمصرية في الألفية الثالثة قبل الميلاد.العديد من الباحثين قدروا أن الاختلافات تحتاج 4,000 سنة كي تتطور، وتنتج عنها تفرع هاته العائلة اللغوية إلى ستة مجموعات مختلفة (أمازيغية، مصرية، كوشية، تشادية، سامية، أوموتية) في الألفية الثامنة  قبل الميلاد. وبالتالي اللغة الأفروآسيوية البدائية(Proto-Afroasiatic) تعود للألفية العاشرة قبل الميلاد بما أنها احتاجت لـ2،000 سنة قبل أن تصل للمرحلة التي تطورت فيها فروع مختلفة انطلاقا من هاته العائلة اللغوية.
من هذا المنظور، الأمازيغية البدائية هي المرحلة الأولى للانفصال من الأفروآسيوية البدائية في الألفة الثامنة قبل الميلاد.
يقترح روجر بلانش (بالإنجليزية: Roger Blench)  في المصالحة بين الأدلة الأثرية واللغوية للعصر ما قبل التاريخ للأمازيغ (2018) أن متحدثي اللغة البدائية الأمازيغية انتشروا عبر الرعي من نهر النيل إلى شمال أفريقيا ما بين 4000 و 5000 سنة قبل وقتنا، وأنها شهدت تقريب لغوي (بالإنجليزية: ) شديد حوالي 2000 سنة قبل بفعل توسع الإمبراطوريا الرومانية على حساب أراضي شمال إفريقيا.وبالتالي فإنه بالرغم من أن الأمازيغية قد انفصلت عن الأفروآسيوية منذ عدة آلاف السنين، إلا أنه لا يمكن إعادة بناء اللغة البدائية الأمازيغية إلا لفترة زمنية جد حديثة: 200 بعد الميلاد. وهذا ما يفسر انخفاض التنوع الداخلي في اللغات الأمازيغية الحديثة.
كما الدراسة  إلى أن الأمازيغية مختلفة إلى حد كبير عن اللغات الفروع الأفروأسيوية الأخرى، لكن اللغات الأمازيغية المعاصرة تبين تنوع داخلي منخفض. حضور كلمات مستعارة من البونيقية في الأمازيغية البدائية يشير إلى تنويع اللغات الأمازيغية المعاصرة في الفترة اللاحقة لسقوط قرطاج سنة 146 قبل الميلاد.،بينما لغة غوانش ولغة آزناك هما اللغتان الوحيدتان اللتان تفتقران لكلمات مستعارة من البونيقية، بالإضافة إلى أن الكلمات المستعارة من اللاتينية في الأمازيغية البدائية تشير إلى انفصال هاته الأخيرة بين 0 و 200 بعد الميلاد. خلال هاته الفترة الزمنية، تبنت المجتمعات الأمازيغية التي تعيش على خط الليمس ابتكارات رومانية مثل المحراث، ركب الجمل وزرع البساتين مما أدى إلى ظهور ثقافة تجارية تعتمد على استخدام لغة تواصل مشترك أصبحت ما يسمى باللغة البدائية الأمازيغية.

## نطقيات

### مصوتات
Karl G. Prasse و مارتن كوسمان يعيدون إنشاء ثلاثة مصوتات قصيرة /a/, /i/, /u/ وأربعة مصوتات طويلة /aa/ - /ii/ - /uu/ - /ee/.
تقابلهم مصوتات اللغات الأمازيغية الحديثة في الجدول التالي:
| *بدائية أمازيغية | آزناك | طارقية / غدامسية | الباقي |
| ---------------- | ----- | ---------------- | ------ |
| *a               | a     | ӑ                | ə      |
| *i               | i     | ə                | ə      |
| *u               | u     | ə                | ə      |
| *aa              | a     | a                | a      |
| *ii              | i     | i                | i      |
| *ee              | i     | e                | i      |
| *uu              | u     | u                | u      |

كما أن الطارقية والغدامسية لهما /o/، يبدو أنها تطورت من /u/ من خلال انسجام المصوتات في الطارقية ومن *aʔ في الغدامسية.

### صموت
كوسمان يعيد بناء الصموت التالية :
|                  | شفوي | شفوي | أسناني | أسناني | أسناني | أسناني | لثوي غاري/ غاري | لثوي غاري/ غاري | طبقي   | طبقي  | طبقي | لهوي | حنجري |
| عادي             | عادي | شفوي | مبلعم  | مبلعم  | عادي   | عادي   | لثوي غاري/ غاري | لثوي غاري/ غاري | شيفاهي |       |      | لهوي | حنجري |
| ---------------- | ---- | ---- | ------ | ------ | ------ | ------ | --------------- | --------------- | ------ | ----- | ---- | ---- | ----- |
| أنفي             | ‎m‏    | mː   | ‎n̪‏      | n̪ː     |        |        |                 |                 |        |       |      |      |       |
| انفجاري          | ‎b‏    | bː   | ‎t̪‏ ‎d̪‏    | t̪ː d̪ː  | d̪ˤ     | d̪ːˤ    | ‎c‏ ‎ɟ‏             | cː ɟː           | ‎k‏ ‎g‏    | kː gː | gːʷ  | qː   | ‎ʔ‏     |
| احتكاكي          | ‎f‏ ‎β‏  | fː   | ‎s̪‏ ‎z̪‏    | s̪ː dː  | z̪ˤ     | z̪ːˤ    | ‎ʃ‏ ‎ʒ‏?            | ʃː?             | ‎ɣ‏      |       |      |      |       |
| شبه صامت (جانبي) |      |      |        |        |        |        | ‎j‏               | jː              |        |       |      |      |       |
| شبه صامت (جانبي) |      |      | ‎l̪‏      | lː     |        |        |                 |                 |        |       |      |      |       |
| تكراري           |      |      | ‎r‏      | r̪ː     |        |        |                 |                 |        |       |      |      |       |

## وصلات خارجية
- "Berber languages" (PDF). مؤرشف من الأصل (PDF) في 2018-02-19. (4.2 MB)
- "Proto-Berber kinship words" (PDF). مؤرشف من الأصل (PDF) في 2016-03-03. (23.8 KB)